# Candler Building
El Candler Building es un rascacielos de 17 pisos en 127 Peachtree Street, NE, en Atlanta, Georgia (Estados Unidos). Cuando fue completado en 1906 por el magnate de Coca-Cola Asa Griggs Candler, fue el edificio más alto de la ciudad. Esta ubicación donde Houston (ahora John Wesley Dobbs Ave) se une a Peachtree Street fue la ubicación de una de las primeras iglesias de la ciudad que fue construida en un terreno donado por el juez Reuben Cone en la década de 1840. Forma la frontera norte de Woodruff Park.
Central Bank and Trust, el banco fundado por el cofundador de Coca-Cola, Asa Griggs Candler, tenía su sede en el edificio.
Los detalles de Beaux-Arts permanecen intactos y el edificio está en el Registro Nacional de Lugares HistóricosRegistro Nacional de Lugares Históricos. La piedra angular dice "Candler Investment Co. 1904 Geo. E. Murphy Architect".
El edificio apareció en la película de crimen de 2017 Baby DriverBaby Driver, donde fue el sitio del primer robo a un banco cometido en la película.
En 2016, el propietario del edificio, REM Associates, L.P., anunció planes para convertirlo en un hotel boutique de lujo. El Candler Hotel, Curio Collection by Hilton abrió sus puertas el 24 de octubre de 2019. El hotel de 265 habitaciones conserva el icónico lobby del edificio, con un restaurante llamado By George en la antigua ubicación de Central Bank and Trust, y 6000 pies cuadrados de espacio para reuniones.